# Caramelles
|  | Per a altres significats, vegeu «Caramelles (ossa)». |

Les caramelles són unes cançons populars típiques de la Catalunya Vella, del nord de la Nova i d'Andorra, que es canten per Pasqua per celebrar la bona nova de la resurrecció de Jesús, tot i que també tenen caràcter profà. Els intèrprets o 'caramellaires' són grups d'infants o d'adults que surten a cantar per cases i masies el Dissabte de Glòria al vespre o bé els matins del Diumenge i del Dilluns de Pasqua. S'acompanyen d'instruments diversos; en el passat, recollien ous o diners que la gent els donava amb els quals feien un àpat col·lectiu, principalment ouades, el mateix dia, a la tarda, o uns quants dies més tard. El costum presenta nombroses variants: en alguns llocs els caramellaires dansaven entre cant i cant (al pla de Bages era típica la dansa dels cascavells), a Mallorca, les caremelles s'anomenen sales i a part d'ous i diners també es recapten panades.

## Orígens

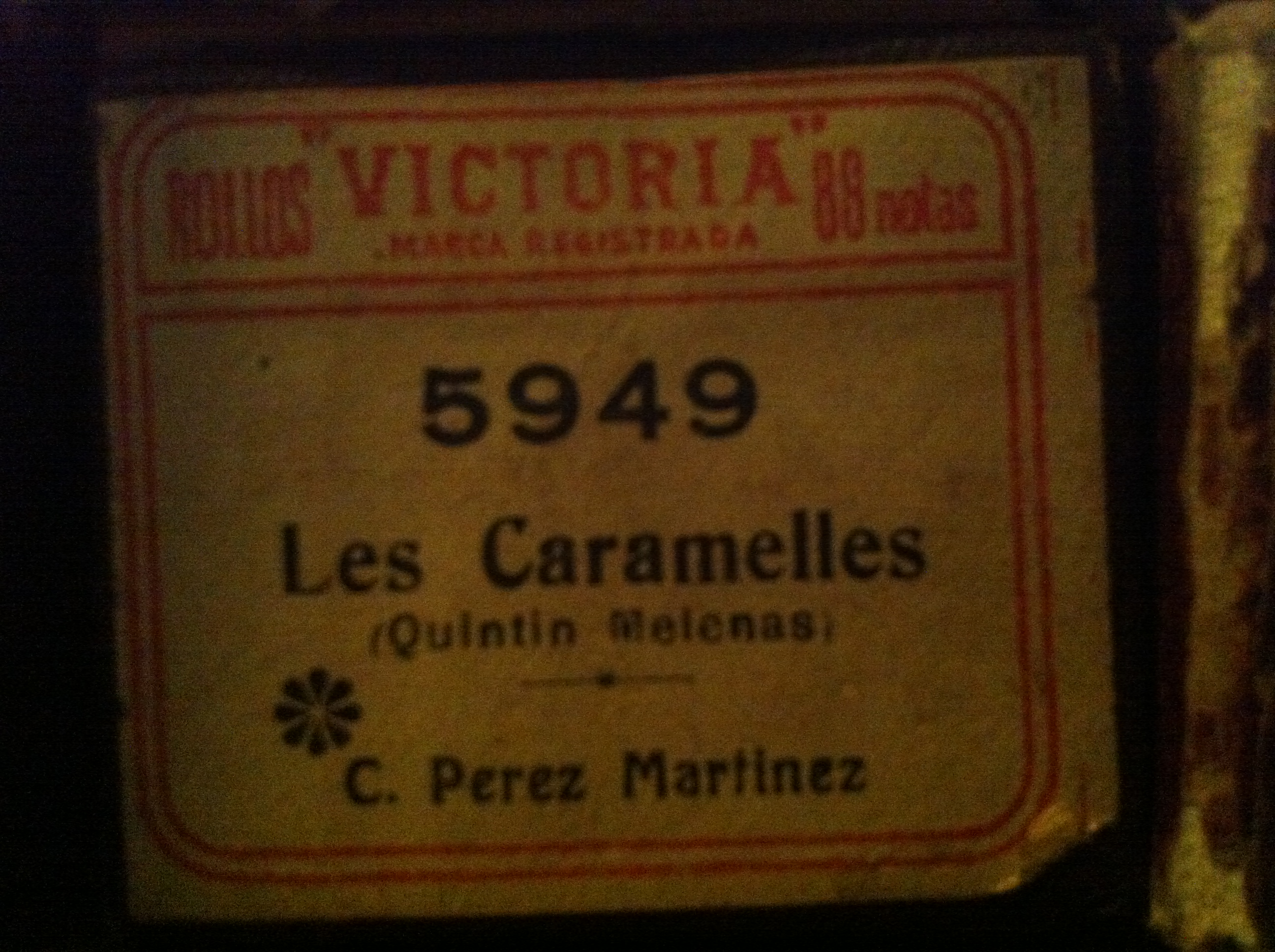
Les Caramelles, enregistrament sonor exposat al CCCB en una exposició temporal sobre El Paral·lel

No s'ha trobat documentació que acrediti quan i on comença aquest costum, però se sap que al segle xvi ja se celebrava al món rural i que les caramelles més antigues són els goigs de caràcter religiós dedicats a la Mare de Déu del Roser. Al llarg del segle xix, les societats corals van adoptar aquesta tradició, van introduir-la a les ciutats i van revitalitzar-la amb nous elements i noves peces musicals. Per exemple, als estatuts dels Cors Clavé de 1852 hi figuraven les caramelles com una de les activitats de la institució. La dada més antiga referent a la cantada de caramelles a la ciutat de Barcelona és de l'any 1776, però sembla que les primeres colles no es van organitzar fins a mitjan segle xix i no es van generalitzar fins al 1880.
Jacint Verdaguer afirmava que aquest costum s'havia originat al santuari de la Mare de Déu del Mont, actualment situat al municipi empordanès d'Albanyà.
| «                            | Aquexes valls arrecerades en aquest trono de la Verge serien lo breçol d'aqueixa antigam religiosa y catalana costum | » |
| — Jacint Verdaguer i Santaló | |   |

Es creu que abans de la cristianització tardo-romana aquest temple estava dedicat a Ceres, deessa de les collites, floració i fructificació. Amb la incorporació de tradicions paganes al cristianisme es van adaptar les caramelles per esdevenir un oferiment a la Mare de Déu del Món (que no del 'mont' o muntanya) per la seva puresa i fidelitat.

## Tradicions

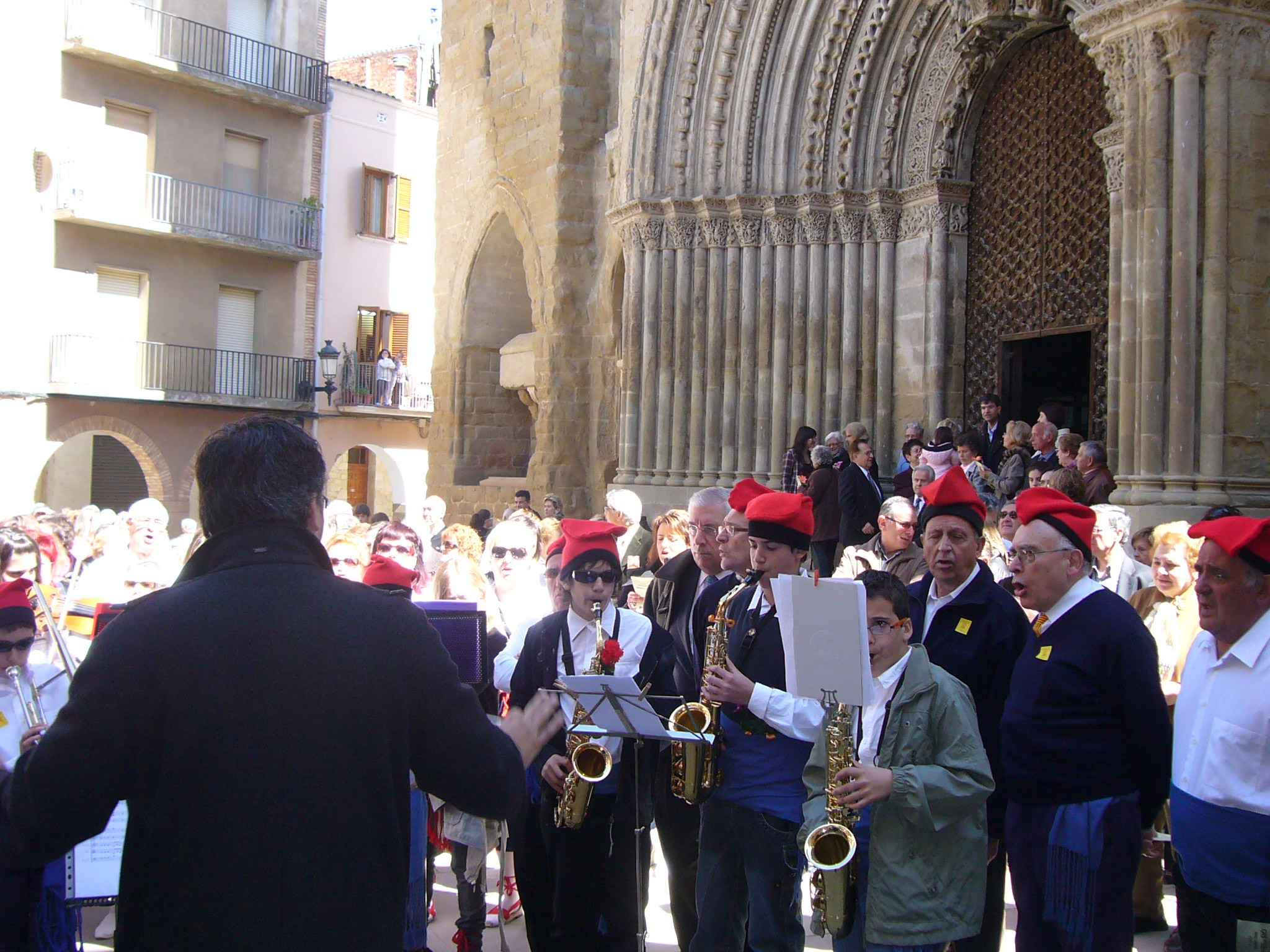
Caramelles a Agramunt

En general, el grup de cantaires es planta al peu del balcó dels amics i d'altra gent del poble per cantar-hi les cançons. S'hi fan acompanyar per instruments musicals diversos (el rigo-rago, el regue-rec, el cataclinc, els bastonets o garrots, el cèrcol, el buiro, els campanillers, els ferrets, el salteri, el picacanya, el violí de pastor, la xifla, etc.). La cistella, lligada al capdamunt d'una llarga vara i tota adornada de cintes, arriba fins al balcó de l'homenatjat el qual, en correspondència, hi deixa el seu donatiu.
D'entre les cançons profanes, anomenades a vegades 'goigs' per extensió, algunes són fetes per a demanar els menjars típics (goigs dels ous del Rosselló, goigs de les botifarres), d'altres tenen caràcter amorós (goigs de les donzelles, cobles de les minyones), i unes altres són corrandes circumstancials cantades. A les ciutats, les societats corals solen cantar composicions d'autors coneguts (especialment les de Clavé) o cançons de caràcter local i satíric, renovades cada any.
Les caramelles amb contingut satíric sobre fets d'actualitat del poble són habitualment menys punyents que les d'altres modalitats de textos populars, com per exemple els inclosos en els Pastorets (per exemple, les garrofes de Berga o Manresa), els esbroncs de Carnestoltes (per exemple, a Caldes de Montbui) o els versots dels balls de diables, de diferents poblacions catalanes (Alpens, l'Arboç, Caldes de Montbui, Igualada, Organyà, Ponts, Sabadell, Sant Quintí de Mediona, Sitges, Tarragona, Torredembarra, Vilafranca del Penedès, Vilanova i la Geltrú, Vila-seca, etcètera).
A Sant Julià de Vilatorta els caramellaires canten els Goigs del Roser i porten una vestimenta de gala pròpia de l'antiga ruralia catalana: barret de copalta, capa negra amb valona sobreposada, bordó, i llaç català de color morat. A Súria s'hi celebra l'aplec de caramelles més nombrós, que reuneix vuit colles i mig miler de cantaires. A Flix les caramelles tenen una tradició centenària. Després de la interrupció causada per la guerra civil del 1936-39 es reprèn la cantada de caramelles el 1959 i de llavors ençà que s'ha fet cada any.
La cantada l'efectuen veus masculines, vinculades majoritàriament a l'Orfeó de Flix, cada Dissabte de Glòria. Una trentena de cantaires amb la seua vestimenta tradicional (camisa blanca, pantalons foscos, faixa i barretina roja) efectuen fins a una dotzena d'aturades per tot el poble, per interpretar una cançó diferent, per llançar floretes a les dones, per donar la benvinguda a la primavera... i, de passada, demanar la generositat dels veïns per tal que contribuïxen a omplir de diners el cistell alçat de les ofrenes que acompanya en tot moment els cantaires.

## Etimologia

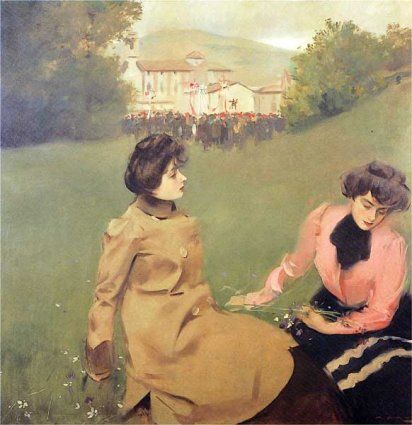
Les caramelles, pintura de Ramon Casas i Carbó

La paraula 'caramella' prové del llatí vulgar calamĕlla, la qual està construïda sobre el mot calamĕllus, que és el diminutiu de calămus, i que significa 'canya'. En música, 'caramella' és un instrument rústic de vent fet de canya, d'os o de fusta com el grall o la flauta de pastor (en castellà, caramillo; en gallec, caramela; en francès, chalumeau; en portuguès, charamela; en italià, ciaramella o caramella). Per la seva etimologia i perquè tot té una forma que recorda la cònica o la cilíndrica com la canya, el mot 'caramell', que també té el seu origen en la veu llatina calamĕllus, significa en les seves diferents accepcions: un penjoll de glaç, un regalim glaçat o de cera, una estalactita o estalagmita, un tros de ble recremat o un cordill prim de cànem. D'altra banda, el mot 'caramelles' (en plural) és un obsequi de queviures i llaminadures que hom lliura en determinades festes. Atès que 'caramella' és un instrument musical, es pot deduir que el so festiu d'aquesta mena de flabiol ha donat nom al cant de les caramelles per analogia. Les caramelles, camalleres, camarelles, camarleres, camigeres o camilleres(com es deia abans a Navàs) són les cançons tradicionals i populars que es canten a bona part de Catalunya per festejar la Pasqua Florida. Amb aquests cants se celebra la resurrecció de Crist i l'arribada de la primavera. Les colles de cantaires canten pels carrers i places dels pobles i visiten les masies de pagès bo i cantant les seves cançons. A canvi d'això, és costum obsequiar-los amb ous i altres donatius. La paraula 'caramelles' també es refereix a una munió de caramellaires, camijaires. L'autor d'aquest origen etimològic, Gerard Lopez Molgosa —que ha estat arxiver, historiador i secretari de la Societat Coral Cantaires Navassencs durant molts anys— ens explica que els cors de Clavé es coneixien popularment com «el coro» i dels cantaires de caramelles n'hi deien «camillaires».

## Les caramelles d'Eivissa
A l'illa d'Eivissa les caramelles es canten a missa tant la vespra de Nadal a la missa del gall (anomenada a Eivissa Matines), com a la missa de la vespra de Pasqua. Formalment no s'assemblen gens a les de Catalunya. En aquest cas es tracta de cançó redoblada, un tipus de cançó molt típica en l'àmbit rural eivissenc que normalment no tracta de temes religiosos, però a les Caramelles de Nadal i Caramelles de Pasqua explica el misteri del naixement o de la mort de Crist durant la missa. Els que ho canten són els caramellers, tradicionalment autoritats o homes notables de la parròquia, però actualment són membres de les colles de Ball Pagès. Les caramelles van acompanyades dels instruments tradicionals del camp eivissenc: la flaüta, les castanyoles, l'espasí i el tambor.